# Coupe de la Ligue sud-coréenne de football
 (juillet 2025).
Si vous disposez d'ouvrages ou d'articles de référence ou si vous connaissez des sites web de qualité traitant du thème abordé ici, merci de compléter l'article en donnant les références utiles à sa vérifiabilité et en les liant à la section « Notes et références ».
La Coupe de la Ligue sud-coréenne est une ancienne compétition de football, créée en 1992.

## Règlement
Le format de la compétition a varié d'un système à une seule poule où, après un mini-championnat le premier au classement était déclaré vainqueur à une phase préliminaire de deux groupes dont les deux premiers au classement étaient autorisés à participer aux demi-finales.
- Les clubs de K-League s'opposaient selon des règlements ayant sensiblement varié au cours des saisons.
- La compétition se déroulait avant le début du championnat.

## Palmarès
- Adidas Cup

| Année | Vainqueur              | Finaliste              |
| 1992  | Seongnam Ilhwa Chunma  | FC Séoul               |
| 1993  | Pohang Steelers        | Ulsan Hyundai Horang-i |
| 1994  | Jeju United            | FC Séoul               |
| 1995  | Ulsan Hyundai Horang-i | Seongnam Ilhwa Chunma  |
| 1996  | Jeju United            | Pohang Atoms           |
| 1997  | Busan Daewoo Royals    | Chunnam Dragons        |
| 1998  | Ulsan Hyundai Horang-i | Jeju United            |
| 1999  | Samsung Bluewings      | FC Séoul               |
| 2000  | Samsung Bluewings      | Seongnam Ilhwa Chunma  |
| 2001  | Samsung Bluewings      | Busan I'Cons           |
| 2002  | Seongnam Ilhwa Chunma  | Ulsan Hyundai Horang-i |

- Prospecs Cup

| Année | Vainqueur           | Finaliste       |
| 1997  | Busan Daewoo Royals | Pohang Steelers |

- Philip Morris Korea Cup

| Année | Vainqueur           | Finaliste   |
| 1998  | Busan Daewoo Royals | Jeju United |

- Daehanhwajae Cup

| Année | Vainqueur   | Finaliste           |
| 1999  | Suwon       | Chonbuk Hyundai     |
| 2000  | Jeju United | Busan Daewoo Royals |

- Samsung Hauzen Cup

| Année | Vainqueur              | Finaliste              |
| 2004  | Seongnam Ilhwa Chunma  | Daejeon Citizen        |
| 2005  | Samsung Bluewings      | Ulsan Hyundai Horang-i |
| 2006  | FC Séoul               | Seongnam Ilhwa Chunma  |
| 2007  | Ulsan Hyundai Horang-i | FC Séoul               |
| 2008  | Samsung Bluewings      | Chunnam Dragons        |

- Peace Cup Korea

| Année | Vainqueur       | Finaliste   |
| 2009  | Pohang Steelers | Busan IPark |

- Posco Cup

| Année | Vainqueur | Finaliste              |
| 2010  | FC Séoul  | Jeonbuk Hyundai Motors |

- Rush & Cash Cup

| Année | Vainqueur     | Finaliste   |
| 2011  | Ulsan Hyundai | Busan IPark |